# Joniškis (Moletai)
Joniškis è una città del distretto di Molėtai, della contea di Utena, nell’est della Lituania (non lontano dal confine bielorusso). Secondo un censimento del 2011, la popolazione ammonta a 258 abitanti. Non va confusa con un'altra Joniškis, appartenente alla contea di Panevėžys.
Costituisce un’autonoma seniūnija.

## Storia

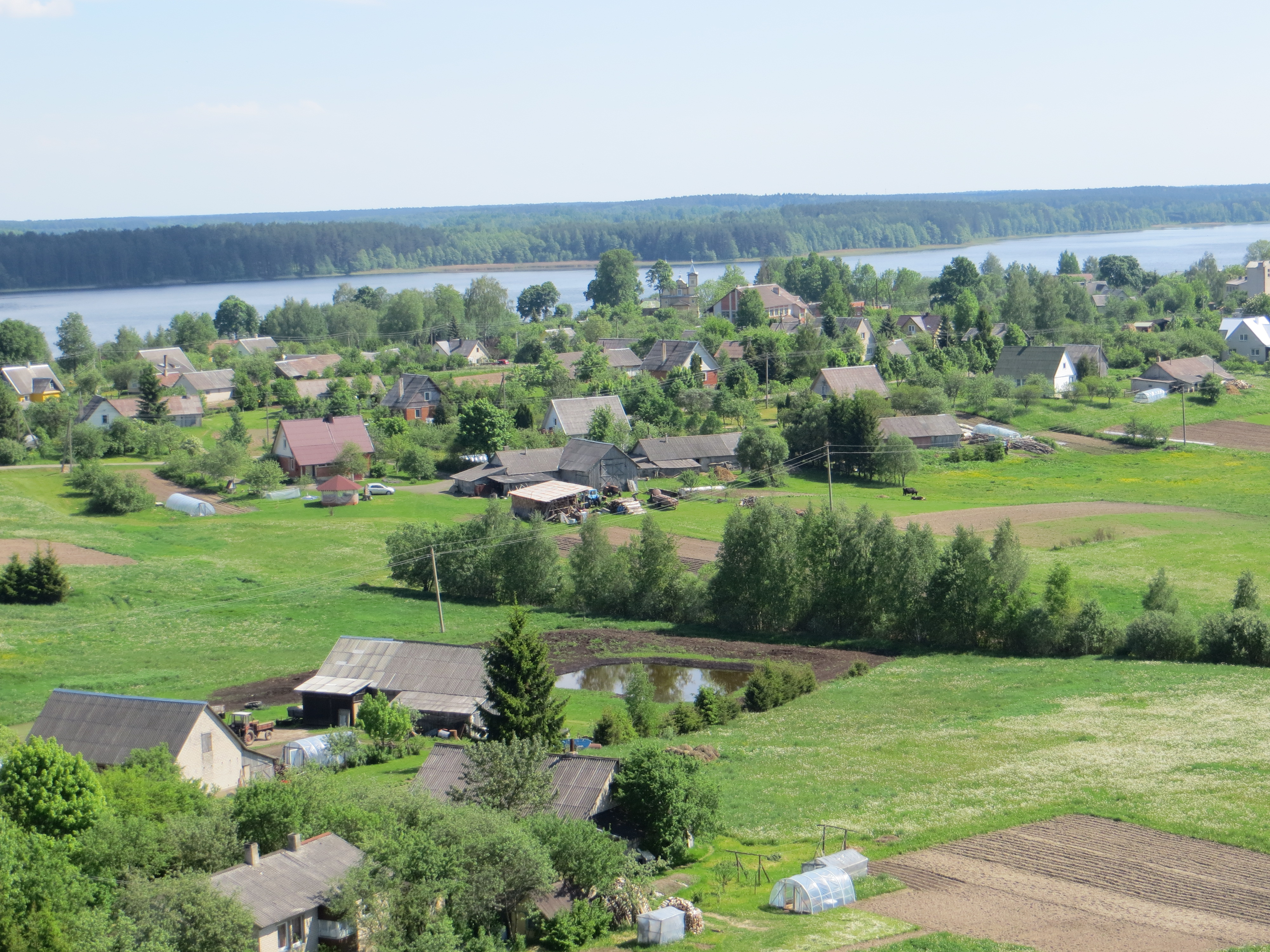
Vista del centro abitato dall’alto

È incerto il periodo di costituzione di questa comunità.
Durante l’epoca di indipendenza della Lituania tra il 1918 e il 1940, Joniškis contava circa 200 abitanti, per la maggior parte ebrei e polacchi.
Nel giugno del 1941, l’armata tedesca occupò l’insediamento. Più di 120 cittadini semiti furono messi a morte nei pressi del lago Arinas, specchio d’acqua vicino alla città. I corpi degli uomini e delle donne furono trovate in aree differenti: tra le conseguenze di questo evento, vi fu anche il saccheggio dei negozi gestiti da queste persone proprio dopo l’esecuzione.